# Gavotí de bigotis
El gavotí de bigotis (Aethia pygmaea) és una espècie d'ocell de la família dels àlcids (Alcidae). D'hàbits pelàgics cria sobre turons rocallosos i platges de les illes del Comandant, Kurils i Aleutianes. Més tard es dispersa per zones properes.